# Jacques Sambou
Pour les articles homonymes, voir Sambou.
Jacques Sambou (né le 1er octobre 1975) est un athlète sénégalais.

## Biographie
Aux Championnats d'Afrique juniors 1994 à Alger, Jacques Sambou est médaillé d'argent du 100 mètres.
Aux Championnats d'Afrique 2002 à Radès, il obtient la médaille d'argent du relais 4 × 100 mètres avec Abdou Demba Lam, Malang Sané et Oumar Loum, la médaille de bronze du relais 4 × 400 mètres avec Ousmane Niang, Seydina Doucouré et Oumar Loum, et termine 8e de la finale du 200 mètres. Aux Jeux afro-asiatiques de 2003 à Hyderabad, il est médaillé d'argent du relais 4 × 100 mètres avec Abdou Demba Lam, Malang Sané et Oumar Loum.
Il remporte la médaille de bronze du relais 4 × 400 mètres aux Jeux de la Francophonie 2005 à Niamey.
Il est sacré champion du Sénégal du 200 mètres en 2001.